# Réformateur protestant
 (août 2024).
Si vous disposez d'ouvrages ou d'articles de référence ou si vous connaissez des sites web de qualité traitant du thème abordé ici, merci de compléter l'article en donnant les références utiles à sa vérifiabilité et en les liant à la section « Notes et références ».
Un réformateur ou une réformatrice protestante est un théologien, un ecclésiastique ou un homme d'État dont les travaux et les actions ont entraîné la Réforme protestante du XVIe siècle. Le terme « réformateur » vient du latin re + formare (forma = apparence). Historiquement parlant, le terme « protestant » est le nom donné aux théologiens, magnats et délégations présentes lors de la diète de Spire du Saint-Empire romain germanique en 1529, et qui protestaient contre la révocation de la suspension accordée lors de la première diète de Spire en 1526, de l'édit de Worms de 1521, lequel avait prononcé la mise au ban de Martin Luther et de ses partisans.
La signification du terme « protestant » s'est élargie au fil des temps pour désigner l'ensemble des chrétiens occidentaux par distinction avec l'Église catholique romaine, à l'exception des anabaptistes et des autres réformateurs radicaux. Cette évolution refléta la propagation de la Réforme protestante à travers l'Europe et son développement en mouvements divers comme le luthéranisme, l'anglicanisme, le calvinisme et l'arminianisme. Aujourd'hui, toutes les dénominations chrétiennes occidentales autres que l'Église catholique romaine sont généralement qualifiées d'Églises protestantes.

## Réformateurs magistériels
La Réforme protestante, généralement connue pour avoir débuté le 31 octobre 1517 avec l'affichage des 95 thèses de Martin Luther à la porte de l'église du château de Wittemberg, a divisé la chrétienté occidentale, elle-même distincte du christianisme orthodoxe, en Église catholique romaine d'une part et Églises protestantes d'autre part.
La réforme magistérielle entendait relier l'Église chrétienne visible à la société dans son ensemble, comme l'Église catholique romaine l'avait fait auparavant, imposant aux gouvernements et aux magistrats des devoirs chrétiens, tels que le fait de soutenir économiquement les nouvelles Églises mais aussi d'intervenir sur des questions de doctrine.
Parmi les réformateurs-clés de la Réforme magistérielle, on compte :
| - Jacobus Arminius - Théodore de Bèze - Guy de Brès - Andreas Bodenstein, dit Karlstadt (qui devint plus tard un réformateur radical) - Martin Bucer - Heinrich Bullinger - Jean Calvin - Wolfgang Fabricius Köpfel Capiton - Sébastien Castellion - Martin Chemnitz - Thomas Cranmer - Marie Dentière - Guillaume Farel - Matthias Flacius - Caspar Hedio - Justus Jonas - John Knox - Jean de Lasco |  | - Martin Luther - Philippe Melanchthon - Jean Nicolas Mornet - Œcolampade - Aonio Paleario - Laurent Petersson - Olof Petersson - William Tyndale - Pierre Martyr Vermigli - Pierre Viret - Joachim de Watt, dit Vadian - John Wyclif - Ulrich Zwingli |

## Réformateurs radicaux
Les réformateurs radicaux furent ceux de la Réforme radicale et du mouvement anabaptiste. Ils ne sont donc traditionnellement pas classés avec les Réformateurs ordinaires. Nous avons également les unitariens qui développent une théologie anti-trinitaire, à la fois contre le catholicisme et contre le protestantisme naissant. Parmi eux :
- Sébastien Franck
- Jean de Leyde
- Thomas Müntzer
- Caspar Schwenckfeld von Ossig
- Menno Simons
- Karlstadt
- Michel Servet

## Autres réformateurs
Un certain nombre de personnalités collaborèrent initialement avec les réformateurs, mais se séparèrent d'eux essentiellement par opposition à leur sacralisme. Parmi eux, on peut citer :
- Hans Denck
- Conrad Grebel
- Balthazar Hubmaïer
- Felix Manz